# 松本洋一
松本 洋一（まつもと よういち、1978年3月14日 - ）は、日本の俳優。福岡県出身。妻を寝取られてしまう夫役を専門的に演じていることから「ネトラレ俳優（NTR俳優）」とも呼ばれる。

## 略歴
高校2年生の17才の時に芸能人になると宣言して中退。花屋やアンテナ工事、お好み焼き屋、弁当屋などいくつものアルバイトをこなしながら、俳優業を続ける。デビュー時から事務所には所属せず、各現場の俳優やスタッフからの紹介で仕事をこなす。
2013年、先輩俳優・山岡竜生の誘いでAV作品のエキストラ（EX俳優）として出演。当初は俳優としての葛藤があったものの、これが好評だったことからドラマモノ作品における脱がない役柄の俳優仕事が増え、またタイミング的にネトラレ作品の需要が高まっていったこともあり、監督から直々に寝取られる夫の役をオファーされたのを機にアダルトにおいてはネトラレ俳優としての仕事が増えていく。
その後7年間で約500本、月平均約10本の作品に出演する。AV作品には出ているものの本番行為などはせず、決してカメラの前で性器などは見せない。女優や男優の引き立て役としての出演に徹している。
当初は前述の葛藤もあったこと、スタッフの配慮でスタッフロールは偽名だったこともあったが、名前を隠したり、変えたりするのは逆に「もったいない」と考え、2018年からTwitterなどのSNSで自ら発信するなど、世間から認識されるように動いた。以降はもともとベースにしていた舞台俳優としての活動に加え、2020年には『アウト×デラックス』（フジテレビ）、『じっくり聞いタロウ』（テレビ東京）などバラエティー番組にも出演。
2020年頃からは、台湾で記事にされたことをきっかけにアジア圏にもファン層を広げている。

## 人物
役者になるきっかけは親戚のおばが心筋梗塞で亡くなり、その旦那だったおじが1週間後に自ら命を絶ったこと。人は簡単に死ぬことを感じ、やりたいことをやろうと決意した。
アダルト作品は日払いであることもメリットの一つと語るが、役柄やシチュエーションによっては真横で行為が及ぶこともあり、悶々とした心と身体を癒すため、収入以上の出費が出てしまう苦悩もあるという。
マツコ・デラックスからは「この雰囲気は他には出せない。素晴らしい」とネトラレ俳優としての生きざまを称賛されている。松本自身は「いかにも草食系という顔やひょろっとした体形がネトラレ役に適しているのだろう」と自己分析している。
あらゆるアルバイトを経験したことでオリジナルビデオや映画の美術スタッフとしても多々クレジットされている。
あくまで役者であるということを大事にしており、撮影の前日までに台本をくれない現場は役作りに支障が出るためNGにしている。

## 出演

### 映画
- KUMISO（2002年、アースライズ）[9]
- 実録 ヒットマン 妻 その愛（2002年、東映）
- 禁断の事件簿 ストーカーを愛した女（2004年、竹書房）[10]
- パッチギ! LOVE&PEACE（2007年、シネカノン）[2]
- ガチバン アルティメイタム（2011年、AMGエンタテインメント）[2]
- ノ・ゾ・キ・ア・ナ（2014年、エスピーオー）坂崎守 役[11]
- アキラNo.2（2014年、エスピーオー）[2]

### テレビドラマ
- 半沢直樹2 第2話（2020年、TBS）[8][12]
- 記憶捜査2〜新宿東署事件ファイル〜 第6話、最終話（2020年、テレビ東京）[13]

### オリジナルビデオ
- Zero WOMAN 消せない記憶（1997年、マクザム）[2]
- 邪怨（2004年、NBCユニバーサル・エンターテイメントジャパン）[2]
- 料理教室　もうすぐ妻が帰ってきます（2023年9月5日、Breeze） [14]

### Webドラマ
- つばめ刑事（2019年）ショッカラス・A、球団SP、観客A 役
- トニーバンド防衛隊（2021年）根鳥太一 役

### 舞台
- K.Y project「カルテット」（2022年9月29日 - 10月1日、新宿江戸川橋・絵空箱）
- 劇団DUO福斗清☆「絶対にNTRれないオ・ト・コ」（2022年10月19日 - 30日、三栄町LIVE STAGE）松田洋一 役（主演）[15]
- SPPTテエイパーズハウス「義弘と義久」（2023年1月18日 - 22日、シアターΧ）[16]
- 劇団マリーシア兄弟「SUN ON THE CEILING」（2023年7月29日 - 8月6日、シアター711）成見圭貴 役[17]